# Spermophora berlandi
Spermophora berlandi là một loài nhện trong họ Pholcidae. Loài này được phát hiện ở Kenia.